# Singliser See
Der Singliser See ist ein im Zuge der Braunkohlegewinnung im Borkener Braunkohlerevier entstandener künstlicher See nordöstlich von Borken im Schwalm-Eder-Kreis in Hessen, Deutschland. Er liegt zwischen den Borkener Stadtteilen Gombeth und Singlis.
Der Singliser See liegt in der westhessischen Senke und ist, gemeinsam mit dem unmittelbar benachbarten Gombether See, für dieses Gebiet ein wichtiger Rastplatz für Zugvögel.
Hervorgegangen aus dem ehemaligen Braunkohletagebau Grube Singlis (Förderzeitraum von 1961 bis 1972) entstand im Zuge der Rekultivierung von 1972 bis 1980 der Singliser See. Mit einem pH-Wert von ca. 4 ist der See geogen sauer; er weist durch Verwitterungsprozesse des Untergrunds eine hohe Sulfatkonzentration auf. Nördlich grenzt der Damm der Schwalm an den Singliser See.
Durch aufsteigendes Grundwasser ist der Tagebau nach dem Ende der Förderung von Braunkohle zu einem See geworden, der im Rahmen des Borkener Seenlandes touristisch genutzt wird. Anfangs durfte seine komplette Wasserfläche u. a. als Surfrevier genutzt werden. Im nördlichen Flachwasser hat man aber vor der Flutung einige Bäume nicht gerodet, so dass Wassersport nicht möglich war. Bald siedelten sich dort Wasservögel an. Als Folge wurde dieser Bereich samt einem breiten Schutzstreifen (faktisch das gesamte Nordufer und ca. 1/5 der gesamten Wasserfläche) durch die „Gefahrenabwehrverordnung für das Gebiet des Singliser Sees“ vom 25. März 2010 als Naturschutzgebiet definiert, obwohl nur wenige Kilometer entfernt das Naturschutzgebiet Borkener See mit einer fast doppelt so großen Wasserfläche und einer Gesamtgröße von ca. 350 ha liegt. Ob der entstehende Gombether See einen Ausgleich schafft, evtl. sogar durch eine angedachte Zusammenfassung, ist noch nicht entschieden.
2019 wurde der See von Uniper an eine regionale Bietergemeinschaft verkauft.
Am südöstlichen Ufer hat die Marinekameradschaft Borken und Umgebung ein Küstenwachboot des Typs KW 18 zu ihrem Vereinsheim ausgebaut. Außerdem gibt es dort einen Tretbootverleih und einen Biergarten. Im Norden des Sees befindet sich eine kleine Insel.
Spätestens 2019 wurde im See der invasive Marmorkrebs entdeckt.

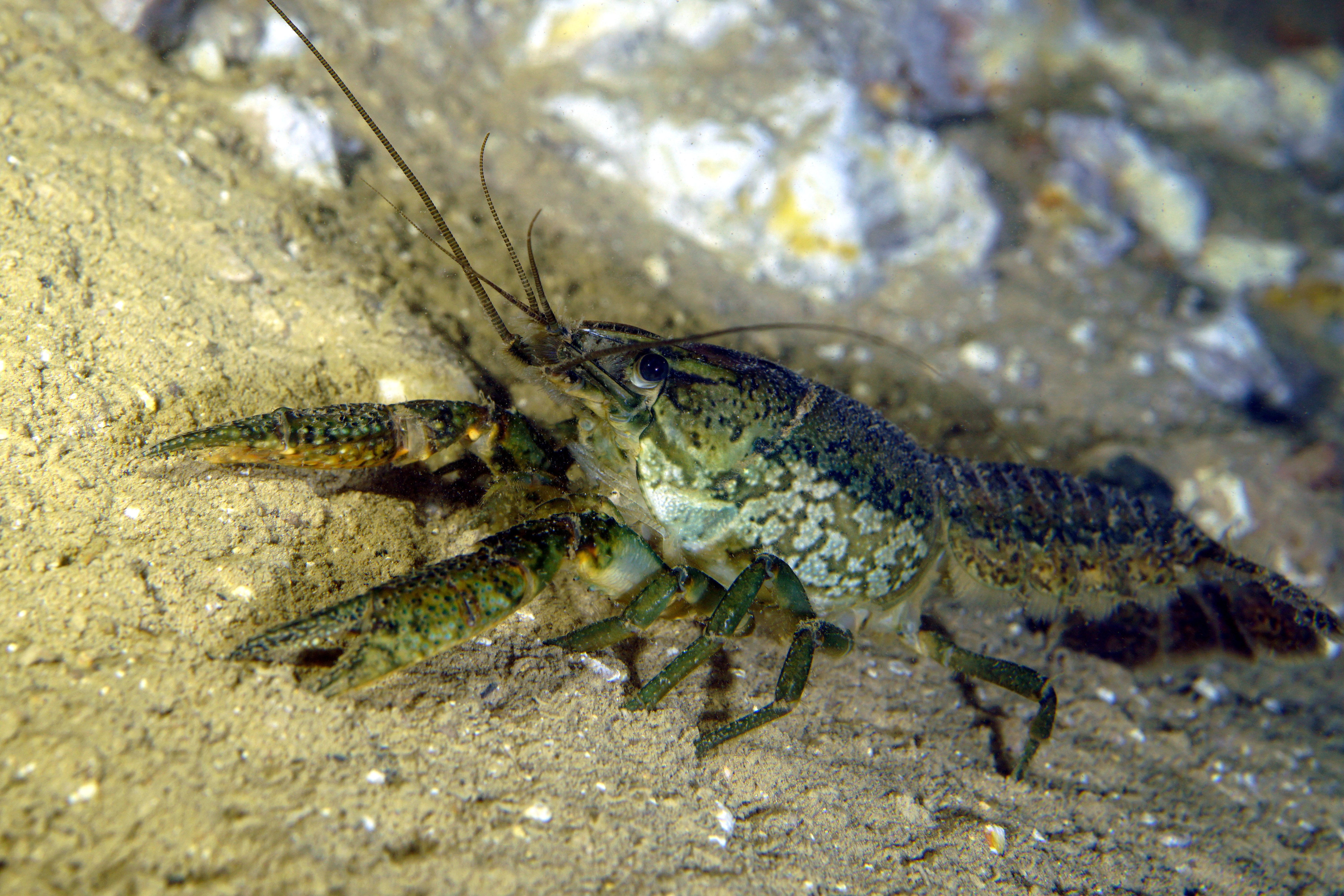

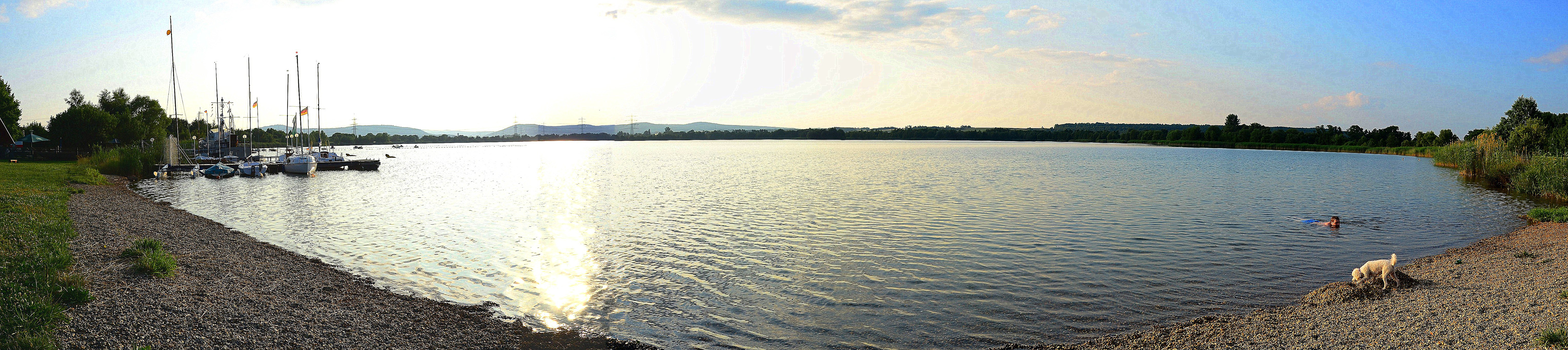
Panorama vom Singliser See

Ein 3,8 km langer Rundwanderweg führt um den See. Sportmöglichkeiten bestehen für Segeln, Surfen, Schwimmen, Tauchen, Joggen, Wandern und Radfahrern.